# Gottlob Samuel Mohn
Gottlob Samuel Mohn, född 4 december 1789 i Weissenfels i Tyskland, död 2 november 1825 i Laxenburg i Österrike, var en tysk glasmålare. Han var son till Samuel Mohn.
Gottlob Samuel Mohn arbetade först tillsammans med sin far i dennes stil, innan han 1808 flyttade till Wien där han främst målade glasfönster.